# Friuli Aquileia Cabernet sauvignon superiore
Il Friuli Aquileia Cabernet Sauvignon superiore è un vino DOC la cui produzione è consentita nella provincia di Udine.

## Caratteristiche organolettiche
- colore: rosso rubino con riflessi granati
- odore: vinoso
- sapore: asciutto, pieno, amarognolo.

## Produzione
Provincia, stagione, volume in ettolitri
- nessun dato disponibile